# Majasaari (ö i Mellersta Finland, Jyväskylä, lat 62,27, long 26,19)
Majasaari är en halvö i Finland. Den ligger i sjön Lievestuoreenjärvi och i kommunen Laukas i den ekonomiska regionen  Jyväskylä ekonomiska region  och landskapet Mellersta Finland, i den centrala delen av landet, 240 km norr om huvudstaden Helsingfors.